# Raúl Cabanas
Raúl Cabañas Barreiro (n. Galicia, España, 31 de marzo de 1986) es un futbolista español. Juega de centrocampista y su actual club es el FC United Zürich. Es primo del jugador suizo de origen gallego Ricardo Cabanas.

## Clubes
| Club                      | País  | Año         |
| ------------------------- | ----- | ----------- |
| Grasshopper-Club Zürich   | Suiza | 2005-2007   |
| FC Wohlen                 | Suiza | 2008 - 2010 |
| FC Winterthur             | Suiza | 2010        |
| SC Young Fellows Juventus | Suiza | 2010 - 2014 |
| FC United Zürich          | Suiza | 2014 -      |

- Datos: Q330956